# Djurö (Värmdö)
Djurö is een plaats en eiland in de gemeente Värmdö in het landschap Uppland en de provincie Stockholms län in Zweden. De plaats heeft 958 inwoners (2005) en een oppervlakte van 92 hectare.

## Geboren
- Hanna Lundkvist (2002), voetbalster